# Helga Hösl-Thaw
Helga Hösl (Berlín, Alemanya Occidental, 2 de febrer de 1940 – 12 de setembre de 2015) també coneguda pel seu nom de soltera Helga Schultze, fou una tennista de l'Alemanya Occidental.
Fou finalista del torneig de Roland Garros l'any 1964 fent parella amb l'argentina Norma Baylon. Va formar part de l'equip alemany de la Copa Federació, amb el qual va disputar dues finals.

## Biografia
La seva família es va traslladar a la ciutat de Hanau després de la Segona Guerra Mundial.
L'any 1970 fou guardonada amb la Silbernes Lorbeerblatt, màxima distinció esportiva d'Alemanya.
Després de la seva retirada va escriure diversos llibre sobre tennis i nutrició.

## Torneigs de Grand Slam

### Dobles: 1 (0−1)
| Resultat  | Núm. | Any  | Torneig       | Parella      | Oponents                     | Marcador |
| --------- | ---- | ---- | ------------- | ------------ | ---------------------------- | -------- |
| Finalista | 1.   | 1964 | Roland Garros | Norma Baylon | Margaret Smith Lesley Turner | 3−6, 1−6 |

## Palmarès: 9 (5−4−0)

### Individual: 7 (5−2)
| Títols per superfície |
| --------------------- |
| Dura (0−0)            |
| Gespa (0−0)           |
| Terra batuda (5−2)    |

| Resultat   | Núm. | Data                 | Torneig                         | Superfície   | Oponent              | Marcador      |
| ---------- | ---- | -------------------- | ------------------------------- | ------------ | -------------------- | ------------- |
| Finalista  | 1.   | 13 de maig de 1964   | Berlín, Alemanya Occidental     | Terra batuda | Margaret Smith       | 2−6, 1−6      |
| Guanyadora | 1.   | 4 de juliol de 1966  | Düsseldorf, Alemanya Occidental | Terra batuda | Edda Buding          | 7−5, 4−6, 6−1 |
| Guanyadora | 2.   | 11 de juliol de 1966 | Gstaad, Suïssa                  | Terra batuda | Sonja Pachta         | 6−1, 6−1      |
| Finalista  | 2.   | 10 d'agost de 1966   | Múnic, Alemanya Occidental      | Terra batuda | Helga Masthoff       |               |
| Guanyadora | 3.   | 28 de maig de 1968   | Berlín                          | Terra batuda | Margaret Smith Court | 6−1, 7−5      |
| Guanyadora | 4.   | 10 d'agost de 1970   | Hamburg, Alemanya Occidental    | Terra batuda | Helga Masthoff       | 6−3, 6−3      |
| Guanyadora | 5.   | 8 de juliol de 1974  | Gstaad (2)                      | Terra batuda | Lea Pericoli         | 4−6, 6−4, 6−3 |

### Dobles: 9 (4−5)
| Títols per superfície |
| --------------------- |
| Dura (0−0)            |
| Gespa (0−0)           |
| Terra batuda (3−5)    |

| Resultat   | Núm. | Data                 | Torneig                      | Superfície   | Parella         | Oponents                            | Marcador      |
| ---------- | ---- | -------------------- | ---------------------------- | ------------ | --------------- | ----------------------------------- | ------------- |
| Guanyadora | 1.   | 30 de març de 1964   | Ais de Provença, França      | Terra batuda | Jan Lehane      | Jeanine Lieffrig Madonna Schacht    | 6−3, 7−5      |
| Finalista  | 1.   | 18 de maig de 1964   | Roland Garros, França        | Terra batuda | Norma Baylon    | Margaret Smith Lesley Turner        | 3−6, 0−6      |
| Finalista  | 2.   | 3 d'agost de 1964    | Hamburg, Alemanya Occidental | Terra batuda | Norma Baylon    | Margaret Smith Lesley Turner        | 2−6, 6−3, 2−6 |
| Finalista  | 3.   | 11 de juliol de 1966 | Gstaad, Suïssa               | Terra batuda | Sonja Pachta    | Roberta Beltrame Françoise Dürr     | Renúncia      |
| Finalista  | 4.   | 28 de maig de 1968   | Berlín, Alemanya Occidental  | Terra batuda | Helga Masthoff  | Margaret Smith Court Virginia Wade  | 4−6, 3−6      |
| Finalista  | 5.   | 4 d'agost de 1969    | Hamburg (2)                  | Terra batuda | Edda Buding     | Helga Masthoff Judy Tegart          | 1−6, 4−6      |
| Guanyadora | 2.   | 19 d'abril de 1971   | Catània, Itàlia              |              | Gail Sherriff   | Pam Teeguarden Virginia Wade        | 6−4, 6−4      |
| Guanyadora | 3.   | 20 de maig de 1974   | Hamburg                      | Terra batuda | Raquel Giscafré | Martina Navrátilová Renáta Tomanová | 6−3, 6−2      |
| Guanyadora | 4.   | 8 de juliol de 1974  | Gstaad                       | Terra batuda | Lea Pericoli    | Kayoko Fukuoka Michelle Rodríguez   | 6−2, 6−0      |

### Equips: 2 (0−2)
| Resultat  | Núm. | Data               | Torneig                                      | Superfície   | Equip                      | Oponents                                       | Marcador |
| --------- | ---- | ------------------ | -------------------------------------------- | ------------ | -------------------------- | ---------------------------------------------- | -------- |
| Finalista | 1.   | 15 de maig de 1966 | Copa Federació, Turí, Itàlia                 | Terra batuda | Edda Buding Helga Masthoff | Carole Graebner Julie Heldman Billie Jean King | 0−3      |
| Finalista | 2.   | 24 de maig de 1970 | Copa Federació, Friburg, Alemanya Occidental | Terra batuda | Helga Masthoff             | Judy Tegart Dalton Karen Krantzcke             | 0−3      |

## Trajectòria

### Individual
| Open d'Austràlia | A  | A  | A  | A  | A  | A  | A  | A  | A | A  | A | A | A  | 0 / 0 | 0 − 0  |
| Roland Garros | 3R | 3R | 3R | SF | 4R | QF | QF | A  | A | 2R | A | A | 1R | 0 / 9 | 23 − 9 |
| Wimbledon | 3R | 4R | 3R | 1R | 3R | 3R | A  | 3R | A | A  | A | A | A  | 0 / 7 | 13 − 7 |
| US Open | A  | 3R | A  | 3R | A  | A  | A  | A  | A | A  | A | A | A  | 0 / 2 | 4 − 2  |
| Llegenda: G: Guanyadora; F: Finalista; SF: Semifinalista; QF: Quarts de final; Q: Qualificació; A: Absent; RR: Round Robin |    |    |    |    |    |    |    |    |   |    |   |   |    |       |        |

### Dobles femenins
| Open d'Austràlia | A  | A  | A  | A  | A  | A  | A  | A  | A | A  | 0 / 0 | 0 − 0  |
| Roland Garros | 3R | 2R | 2R | F  | QF | QF | 3R | A  | A | QF | 0 / 8 | 20 − 8 |
| Wimbledon | 1R | 2R | 1R | 2R | SF | 1R | A  | 3R | A | A  | 0 / 7 | 8 − 7  |
| US Open | A  | A  | A  | A  | A  | A  | A  | A  | A | A  | 0 / 0 | 0 − 0  |
| Llegenda: G: Guanyadora; F: Finalista; SF: Semifinalista; QF: Quarts de final; Q: Qualificació; A: Absent; RR: Round Robin |    |    |    |    |    |    |    |    |   |    |       |        |

### Dobles mixts
| Open d'Austràlia | A  | A  | A  | A  | A  | 0 / 0 | 0 − 0 |
| Roland Garros | 1R | 3R | 2R | 3R | QF | 0 / 5 | 8 − 5 |
| Wimbledon | 2R | 2R | A  | 2R | 3R | 0 / 4 | 5 − 4 |
| US Open | A  | A  | A  | A  | A  | 0 / 0 | 0 − 0 |
| Llegenda: G: Guanyadora; F: Finalista; SF: Semifinalista; QF: Quarts de final; Q: Qualificació; A: Absent; RR: Round Robin |    |    |    |    |    |       |       |